# Blickfeld
Blickfeld oder Fixierfeld ist der Oberbegriff derjenigen Bereiche, die alle mit den Augen fixierbaren Sehobjekte im Außenraum enthalten. Das Blickfeld wird klassifiziert nach
- Richtung (horizontal, vertikal),
- Augenanzahl (monokular, binokular und multiokular bei einigen Tieren und Maschinen),
- ergonomischer Qualität (optimal, maximal).

Beim Menschen unterscheidet man folgende Arten von Blickfeldern:
- das monokulare Blickfeld, das sich bei ruhiger Kopf- und Körperhaltung aus der Exkursionsfähigkeit (maximale Beweglichkeit) des jeweils rechten und linken Auges ergibt; eine Adduktion und Abduktion ist in der Regel um ca. 50° möglich eine Depression kann bis zu 60° betragen, eine Elevation selten mehr als 45°.
- das binokulare Blickfeld, der Bereich, in dem bei ruhiger Kopf- und Körperhaltung beide Augen gemeinsam foveolar fixieren können
- das Fusionsblickfeld, in dem bei ruhiger Kopf- und Körperhaltung binokulares Einfachsehen möglich ist
- das Umblickfeld, das die Summe der Wahrnehmungen ergibt, die bei unveränderter Standposition mit allen Blickbewegungen und maximalen Kopf- und Körperdrehungen erzielt werden können
- das Gebrauchsblickfeld, das aus Augenbewegungen von lediglich etwa 20° besteht und durch zusätzliche Kopfbewegungen unterstützt wird.[1]

## Abgrenzung
Vom Blickfeld ist das Gesichtsfeld zu unterscheiden. Dieses wird im Gegensatz zum Blickfeld bei ruhiger Kopfhaltung und geradeaus gerichtetem, bewegungslosen Blick geprüft und berücksichtigt Bereiche, die nicht direkt fixiert werden. Zudem ist das Gesichtsfeld ein Ergebnis unterschiedlicher sensitiver Wahrnehmungsempfindlichkeit, was beim Blickfeld nicht der Fall ist.
Auch das Sichtfeld hat nichts mit dem Blickfeld zu tun. Man bezeichnet damit die Grenzen des objektseitigen Strahlenraums eines optischen Instruments, wie beispielsweise einer Kamera.